# Steganacarus caelestis
Steganacarus caelestis är en kvalsterart som beskrevs av Wojciech Niedbała 1984. Steganacarus caelestis ingår i släktet Steganacarus och familjen Phthiracaridae. Inga underarter finns listade i Catalogue of Life.